# Amon Ra
Amon Ra drevno je egipatsko Sunčevo božanstvo.

## Karakteristike
Amon Ra spoj je dvaju vrlo važnih bogova. To su Amon i Ra. Ra je univerzalni bog Sunca, štovan u cijelom Egiptu, zajedno sa svojom kćeri Hathor, božicom-kravom. Amon je bog Sunca iz Tebe, ali je njegova moć rasla. Svećenici boga Amona su bili bogati te su povezali Amona i Ra. Stvoren je mit o sjedinjnju majke kraljice i Amona-Ra, te je tako došlo do vjerovanja da su faraoni sinovi Amona-Ra. Znatan preokret donio je faraon Ekhnaton, štujući Atona. Nakon, njegove smrti, Amon Ra se ponovno vraća na stari položaj, te postaje kralj bogova, a sve Raove karakteristike prelaze na Amona. Bog Sunca je imao ulogu osvjetljavanja neba, te je donosio svjetlost živim ljudima na Zemlji, i mrtvima u podzemlju. Prvotno su postojala 3 boga Sunca koja su predstavljala dan – Khepri, Ra i Atum, te "skriveni" Amon, bog Sunca i grada Tebe (Karnaka). Kao što je Ra izronio iz prvog oceana (Nun), tako je mit o stvaranju svemira preuzeo Amona Raa za uzor, a njegov uzor bila je Raova moć. Prije svega, Amon Ra je preuzeo mjesto u svim mitovima o Suncu, jer više nije bilo niti Ra niti Amona, već je postojao bog Sunca Amon Ra, rođen iz vlastite misli, najčešće prikazivan u ljudskom obliku.

## Vanjske poveznice
|  | Zajednički poslužitelj ima još gradiva o temi Amon-Ra |